# Еднослоен плосък епител
Еднослойният плосък епител (в медицинската и специална литература се среща и като прост сквамозен епител от сквама: на латински: squama (sing.), squamae (plur.) — „люспа“) е еднопластова формация от много тънки и плоски епителни (покривни) клетки наредени една до друга и контактуващи с базалната мембрана на покривната тъкан (епителий). Tози вид епител често е пропусклив и се намира на места, където е нужна усилена обмяна на малки молекули, бързо преминаващи през мембрани, по принципа на филтрация или дифузия. Еднослойният плосък епител се намира в капиляри, в белодробните алвеоли, в гломерулата, части от вътрешното ухо, задната повърхност на очната камера.

Епителът, който покрива алвеолите на белия дроб представлява силно специализиран за дихателна функция епител. Състои се от клетки, чието тяло е с ядро и тънки до 1 μm цитоплазмени израстъци, покриващи алвеолните капиляри отвън. Поради тази причина му е дадено и названието респираторен епител.